# اینگلزهم
اینگلزهم (به انگلیسی: Inglesham) یک روستا و محله مدنی در بریتانیا است که در سویندون واقع شده‌است. اینگلزهم ۱۰۸ نفر جمعیت دارد.